# Hipponoos (Sohn des Priamos)
Hipponoos (altgriechisch Ἱππόνοος Hippónoos) war in der griechischen Mythologie ein Sohn des Priamos und der Hekabe.
Er ist wahrscheinlich mit dem tapferen Trojaner Hipponoos identisch, den Achilleus tötete.